# 미니애폴리스 오디토리움
미니애폴리스 오디토리움(영어: Minneapolis Auditorium)은 미국 미네소타주 미니애폴리스에 위치한 실내 경기장이다. 과거 NBL/BAA/NBA 미니애폴리스 레이커스의 홈 경기장으로 사용되었다.